# Josep Maria Campos i Tarrech
Josep Maria Campos i Tarrech (La Selva del Camp, Baix Camp, 1941 - Granollers, Vallès Oriental, 9 de desembre de 2014) és un metge català amb una trajectòria professional portada a terme a l'Hospital General de Granollers, la Mútua del Carme i el CAP Vallès Oriental. Fundador de la Fundació Oncovallès.
Va acabar els estudis de medicina a la Universitat de Barcelona el 1965 i va ser llavors quan va iniciar la seva feina com a metge a l'Hospital de Granollers, però continuant amb els estudis de cirurgia a l'Escola Professional de Cirurgia de l'Hospital Clínic de Barcelona. El 2012 va rebre la Medalla de la Ciutat de Granollers. El 2015 va rebre la Medalla d'or de l'Hospital General de Granollers a títol pòstum.